# Ramat ha-Xaron
Ramat ha-Xaron (en hebreu רמת השרון, alts [de la plana] de Saron) és una ciutat d'Israel, al nord-est de Tel-Aviv, que forma part de l'àrea metropolitana de Gush Dan i del districte de Tel-Aviv.
Ramat ha-Xaron va ser fundada el 1923 amb el nom d'Ir Xalom (ciutat de la pau) per activistes sionistes polonesos i lituans com a comunitat agrícola (moixav). Cinc anys després, la ciutat va ser rebatejada amb el nom actual.

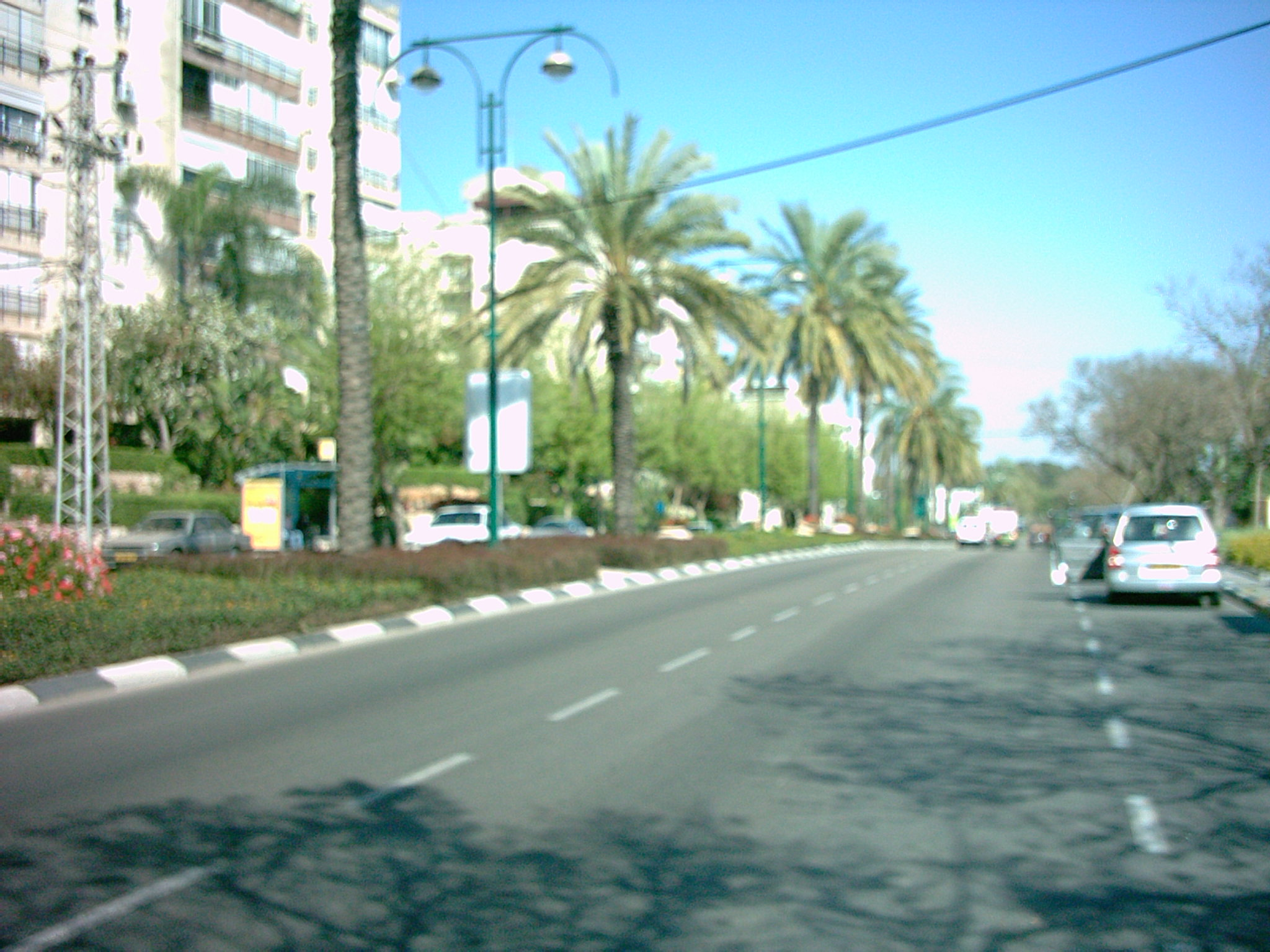
Carrer de Ramat ha-Xaron

Després de la Segona Guerra Mundial, la ciutat començà a créixer gràcies a la construcció d'un nou barri per a immigrants, Moraixà, a l'est de la ciutat. A finals dels anys seixanta, Ramat ha-Xaron va abandonar el seu caràcter agrícola i de classe baixa esdevenint un barri dormitori satèl·lit de Tel-Aviv que atragué molts oficials d'alt rang de l'exèrcit. A més, Ramat ha-Xaron és la seu de l'empresa pública que fabrica l'armament de l'exèrcit israelià, Israel Military Industries Ltd.

## Ciutats agermanades
- Dunkerque (França)
- Georgsmarienhütte (Alemanya)
- Tallahassee (Florida, EUA)